# Велика Викторијина пустиња
Велика Викторијина пустиња се налази у јужном делу Аустралије у државама Западна Аустралија и Јужна Аустралија. Захвата површину од око 424.000 km², што представља око 7,5% укупне површине Аустралије. Према типу подлоге спада у песковите пустиње. Налази се на надморској висини 150–300 m, између Стјуартових планина на истоку и сланих језера на западу.
Први европски истраживач који је прошао кроз пустињу био је Енглез Ернест Џајлс 1875, а пустињи је дао назив по британској краљици Викторији. У пустињи доминирају лонгитудиналне дине високе 10–30 m, са правцем пружања северозапад-југоисток. Овде живе аутохтона племена — Когара и Мирнинг.

## Историја
Године 1875, аустралијски истраживач Ернест Гајлс, рођен у Британији, постао је први Европљанин који је прешао пустињу. Пустињу је назвао по тада владајућем монарху, краљици Викторији. Године 1891, експедиција Дејвида Линдзија путовала је овим подручјем од севера до југа. Френк Хан је тражио злато у овој области између 1903. и 1908. Лен Бидел је истраживао то подручје токм 1960-их.

## Локација и опис
Велика Викторија је највећа пустиња у Аустралији и састоји се од многих малих пешчаних брежуљака, пашњачких равница, подручја са тесно збијеном површином шљунка (названих пустињским тротоарима или гиберовим равницама) и сланих језера. Широка је преко 700 km (430 mi) (од запада према истоку) и покрива површину од 348.750 km2 (134.650 sq mi) од региона Истерн Голдфилдс у Западној Аустралији до Гавлерових ланаца у Јужној Аустралији. Екорегија мулга жбуња Западне Аустралије лежи на западу, Мала пешчана пустиња на северозападу, пустиња Гибсон и ксеричко шибље на северу, каменита пустиња Тирари-Стурт на истоку, а равница Нуларбор на југу се одваја то из Јужног океана. Просечна годишња количина падавина је мала и неправилна, у распону од 200 до 250 mm (7,9 до 9,8 in) годишње. Олуја са грмљавином је релативно честа у Великој Викторијиној пустињи, са просечно 15-20 олуја са грмљавином годишње. Летње дневне температуре се крећу од 32—40 °C (90—104 °F), док зими ово пада на 18—23 °C (64—73 °F).
Пустиња Велика Викторија је екорегион Светског фонда за дивље животиње и истоимена привремена биогеографска регионализација за регион Аустралије.

## Становање
Већина људи који живе у региону су аутохтони Аустралци из различитих група, укључујући Когара, Мирнинг и Пићанћаћара. Популација Абориџина се повећава у овом региону. Млади урођеници из региона Велике пустиње Викторије раде у Вилурара Цреативе програмима како би одржали и развили своју културу.
Упркос изолованој локацији, Велика Викторија је подељена веома грубим путевима, укључујући аутопут Кони Сју и аутопут Ен Бидел. Људске активности су укључивале неке рударске операције и тестирања нуклеарног оружја.

## Флора
Само најотпорније биљке могу да преживе у већем делу овог окружења. Између пешчаних гребена, области шумовите степе чине Eucalyptus gongylocarpa, Eucalyptus youngiana, и Acacia aneura (мулга) жбуње расуто по областима еластичне спинифекс траве, посебно Triodia basedowii.

## Фауна
Животињски свет који се прилагодио овим суровим условима укључивао је мали број великих птица или сисара. Међутим, у пустињи живе многе врсте гуштера, укључујући великог пустињског скинка (Egernia kintorei) рањивог статуса, тајпана са Централних венаца (откривен 2007. године) и бројне мале торбаре, укључујући угроженог пешчаног дунарта (Sminthopsis psammophila) и мулгара (Dasycercus cristicauda). Један од начина да се преживи овде је закопавање у песак, као што то раде бројне пустињске животиње, укључујући јужну торбарску кртицу (Notoryctes typhlops) и жабу која задржава воду. Птице укључују Aphelocephala pectoralis која се налази на источној ивици пустиње и Leipoa ocellata у парку очувања Мамунгари. Предатори пустиње укључују динга (пошто је пустиња северно од Динго ограде) и два велика гуштера, перенти (Varanus giganteus) и пешчану гоану (Varanus gouldii).

## Очување и претње
Како је ово подручје имало веома ограничену употребу за пољопривреду, многа станишта остају углавном непоремећена. 31% пустиње је у заштићеним подручјима, укључујући Мамунгари консервациони парк (раније познат као Неименовани конзервациони парк) у Јужној Аустралији, велико подручје нетакнуте дивљине аридне зоне, која има културни значај и једна је од 14 светских биосферних резервата у Аустралији. Станиште је такође очувано у великом подручју локалне самоуправе Абориџина Анангу Пићанћаћара Јанкунићаћара у Јужној Аустралији и у Великом резервату природе пустиње Викторије у Западној Аустралији.
Пробе нуклеарног оружја које је Уједињено Краљевство спровело у Маралинги и пољу Ему током 1950-их и раних 1960-их оставило су подручја контаминирана плутонијумом-239 и другим радиоактивним материјалом.